# La Jaudonnière
La Jaudonnière est une commune française située dans le département de la Vendée, en région Pays de la Loire.

## Géographie
Le territoire municipal de La Jaudonnière s'étend sur 828 hectares. L'altitude moyenne de la commune est de 80 mètres, avec des niveaux fluctuant entre 41 et 116 mètres,.
| Chantonnay              |                | Bazoges-en-Pareds         |
|                         | La Jaudonnière |                           |
| Saint-Juire-Champgillon |                | La Caillère-Saint-Hilaire |

### Climat
Pour des articles plus généraux, voir Climat des Pays de la Loire et Climat de la Vendée.
En 2010, le climat de la commune est de type climat océanique altéré, selon une étude du CNRS s'appuyant sur une série de données couvrant la période 1971-2000. En 2020, Météo-France publie une typologie des climats de la France métropolitaine dans laquelle la commune est exposée à un climat océanique et est dans la région climatique  Bretagne orientale et méridionale, Pays nantais, Vendée, caractérisée par une faible pluviométrie en été et une bonne insolation. 
Pour la période 1971-2000, la température annuelle moyenne est de 11,8 °C, avec une amplitude thermique annuelle de 14,3 °C. Le cumul annuel moyen de précipitations est de 832 mm, avec 12,2 jours de précipitations en janvier et 6,9 jours en juillet. Pour la période 1991-2020, la température moyenne annuelle observée sur la station météorologique de Météo-France la plus proche, « Sainte Gemme la Plaine_sapc », sur la commune de Sainte-Gemme-la-Plaine à 21 km à vol d'oiseau, est de 13,0 °C et le cumul annuel moyen de précipitations est de 809,1 mm,. Pour l'avenir, les paramètres climatiques de la commune estimés pour 2050 selon différents scénarios d'émission de gaz à effet de serre sont consultables sur un site dédié publié par Météo-France en novembre 2022.

## Urbanisme

### Typologie
Au 1er janvier 2024, La Jaudonnière est catégorisée commune rurale à habitat dispersé, selon la nouvelle grille communale de densité à sept niveaux définie par l'Insee en 2022.
Elle est située hors unité urbaine. Par ailleurs la commune fait partie de l'aire d'attraction de Chantonnay, dont elle est une commune de la couronne,. Cette aire, qui regroupe 10 communes, est catégorisée dans les aires de moins de 50 000 habitants,.

### Occupation des sols
L'occupation des sols de la commune, telle qu'elle ressort de la base de données européenne d’occupation biophysique des sols Corine Land Cover (CLC), est marquée par l'importance des territoires agricoles (79,2 % en 2018), en diminution par rapport à 1990 (83,3 %). La répartition détaillée en 2018 est la suivante : 
terres arables (48,7 %), zones agricoles hétérogènes (21 %), prairies (9,5 %), zones urbanisées (9,1 %), forêts (7,4 %), mines, décharges et chantiers (4,4 %). L'évolution de l’occupation des sols de la commune et de ses infrastructures peut être observée sur les différentes représentations cartographiques du territoire : la carte de Cassini (XVIIIe siècle), la carte d'état-major (1820-1866) et les cartes ou photos aériennes de l'IGN pour la période actuelle (1950 à aujourd'hui).

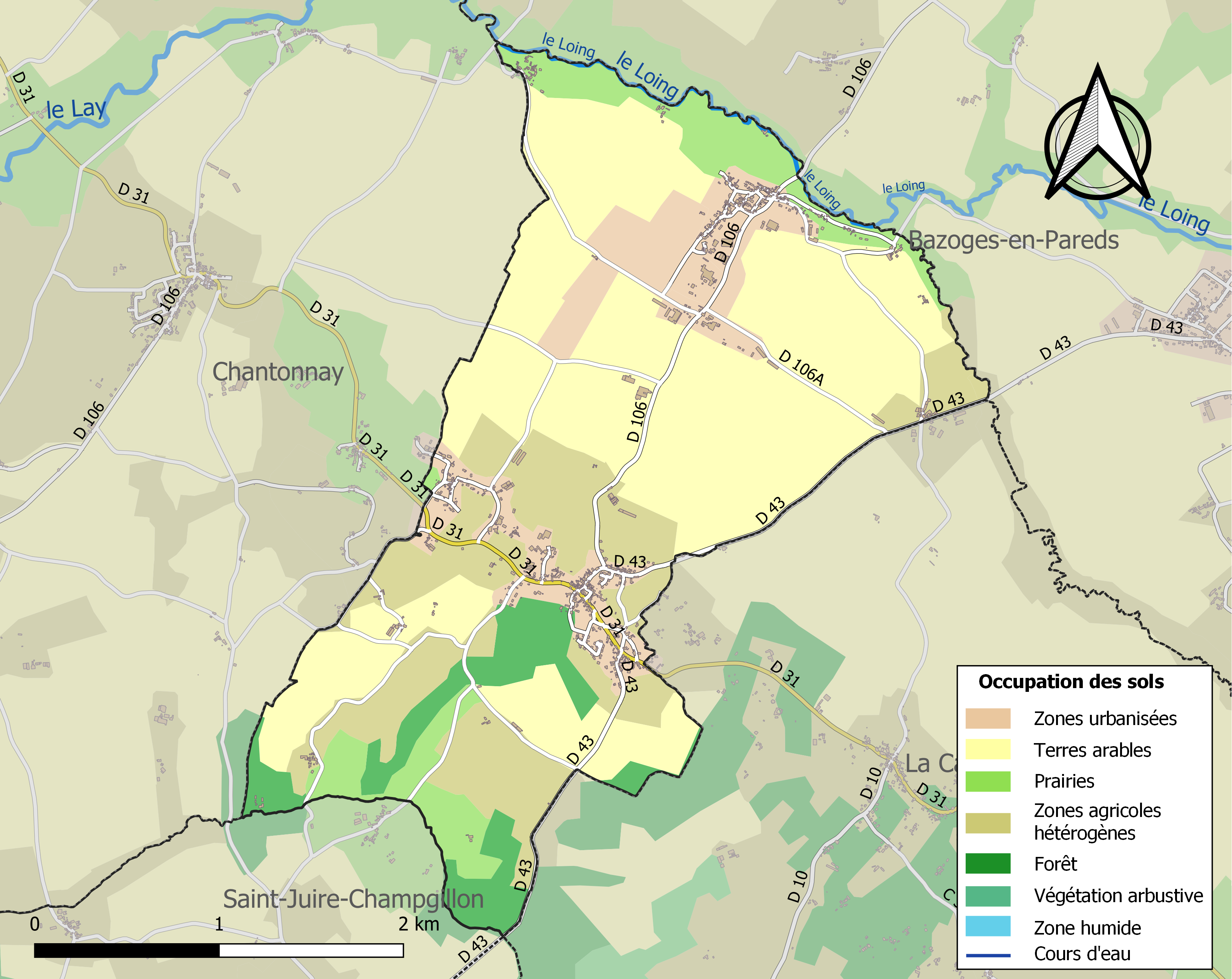
Carte des infrastructures et de l'occupation des sols de la commune en 2018 (CLC).

## Politique et administration

### Liste des maires
| Période                                  | Période     | Identité           | Étiquette | Qualité           |
| ---------------------------------------- | ----------- | ------------------ | --------- | ----------------- |
| Les données manquantes sont à compléter. |             |                    |           |                   |
| 1793                                     | 1797        | Henri Masson       |           |                   |
| 1797                                     | 1798        | Louis Blanchet     |           |                   |
| 1798                                     | 1799        | Pierre Choyeau     |           |                   |
| 1799                                     | 1800        | Louis Blanchet     |           |                   |
| 1800                                     | 1801        | Pierre Choyeau     |           |                   |
| 1801                                     | 1831        | Pierre Bonnaud     |           |                   |
| 1831                                     | 1835        | Louis Ouvrard      |           |                   |
| 1835                                     | 1842        | René Sarazin       |           |                   |
| 1842                                     | 1868        | Lucien Godin       |           |                   |
| 1868                                     | 1870        | Louis Boussineau   |           |                   |
| 1870                                     | 1878        | Lucien Chauveau    |           |                   |
| 1878                                     | 1892        | François Sarazin   |           |                   |
| 1892                                     | 1904        | Auguste Chauveau   |           |                   |
| 1904                                     | 1919        | Arthur Sarazin     |           |                   |
| 1919                                     | mai 1929    | Gustave Roulleau   |           |                   |
| mai 1929                                 | mai 1953    | Pierre Richard     |           |                   |
| mai 1953                                 | mars 1977   | Maurice Roger      |           | Maire honoraire   |
| mars 1977                                | mars 2008   | André Drapeau      |           | Maire honoraire   |
| mars 2008                                | 18 mai 2020 | Frédéric Deschamps |           | Chef d'entreprise |
| 18 mai 2020                              | En cours    | Yann Pelletier     |           | Infirmier         |

## Population et société

### Démographie

#### Évolution démographique
L'évolution du nombre d'habitants est connue à travers les recensements de la population effectués dans la commune depuis 1793. Pour les communes de moins de 10 000 habitants, une enquête de recensement portant sur toute la population est réalisée tous les cinq ans, les populations de référence des années intermédiaires étant quant à elles estimées par interpolation ou extrapolation. Pour la commune, le premier recensement exhaustif entrant dans le cadre du nouveau dispositif a été réalisé en 2007.

En 2022, la commune comptait 647 habitants, en évolution de +5,55 % par rapport à 2016 (Vendée : +5,33 %, France hors Mayotte : +2,11 %).
| 1793 | 1800 | 1806 | 1821 | 1831 | 1836 | 1841 | 1846 | 1851 |
| ---- | ---- | ---- | ---- | ---- | ---- | ---- | ---- | ---- |
| 600  | 661  | 650  | 875  | 820  | 847  | 858  | 897  | 935  |

| 1856 | 1861 | 1866 | 1872 | 1876 | 1881 | 1886 | 1891 | 1896 |
| ---- | ---- | ---- | ---- | ---- | ---- | ---- | ---- | ---- |
| 848  | 854  | 871  | 818  | 863  | 832  | 788  | 756  | 809  |

| 1901 | 1906 | 1911 | 1921 | 1926 | 1931 | 1936 | 1946 | 1954 |
| ---- | ---- | ---- | ---- | ---- | ---- | ---- | ---- | ---- |
| 808  | 808  | 805  | 746  | 784  | 744  | 723  | 720  | 712  |

| 1962 | 1968 | 1975 | 1982 | 1990 | 1999 | 2006 | 2007 | 2012 |
| ---- | ---- | ---- | ---- | ---- | ---- | ---- | ---- | ---- |
| 704  | 592  | 547  | 517  | 516  | 545  | 566  | 569  | 609  |

| 2017 | 2022 | - | - | - | - | - | - | - |
| ---- | ---- | - | - | - | - | - | - | - |
| 606  | 647  | - | - | - | - | - | - | - |

#### Pyramide des âges
En 2018, le taux de personnes d'un âge inférieur à 30 ans s'élève à 34,8 %, soit au-dessus de la moyenne départementale (31,6 %). À l'inverse, le taux de personnes d'âge supérieur à 60 ans est de 25,8 % la même année, alors qu'il est de 31,0 % au niveau départemental.
En 2018, la commune comptait 302 hommes pour 300 femmes, soit un taux de 50,17 % d'hommes, légèrement supérieur au taux départemental (48,84 %).
Les pyramides des âges de la commune et du département s'établissent comme suit.
| Hommes | Classe d’âge | Femmes |
| ------ | ------------ | ------ |
| 0,3    | 90 ou +      | 1,0    |
| 7,3    | 75-89 ans    | 10,0   |
| 17,3   | 60-74 ans    | 15,7   |
| 20,8   | 45-59 ans    | 18,7   |
| 19,1   | 30-44 ans    | 20,1   |
| 15,7   | 15-29 ans    | 11,9   |
| 19,5   | 0-14 ans     | 22,6   |

| Hommes | Classe d’âge | Femmes |
| ------ | ------------ | ------ |
| 0,8    | 90 ou +      | 2,2    |
| 8,7    | 75-89 ans    | 11,1   |
| 20,3   | 60-74 ans    | 21,3   |
| 20     | 45-59 ans    | 19,4   |
| 17,5   | 30-44 ans    | 16,8   |
| 15     | 15-29 ans    | 13,2   |
| 17,7   | 0-14 ans     | 16,1   |

## Culture locale et patrimoine

### Lieux et monuments
- Église Sainte-Marie-Madeleine de La Jaudonnière.

### Héraldique
| Blason de La Jaudonnière | Blason  | Écartelé : au 1er de gueules à un vase à parfum d'or, au 2e d'or à deux fasces ondées d'azur, au 3e d'or à deux clés de sable passées en sautoir, au 4e de sinople à un moulin à vent d'argent. |
| Blason de La Jaudonnière | Détails | Adopté en 2016. |